# Municipio de Viola (Dakota del Sur)
El municipio de Viola (en inglés: Viola Township) es un municipio ubicado en el condado de Jerauld en el estado estadounidense de Dakota del Sur. En el año 2010 tenía una población de 38 habitantes y una densidad poblacional de 0,41 personas por km².

## Geografía
El municipio de Viola se encuentra ubicado en las coordenadas 43°59′15″N 98°30′6″O / 43.98750, -98.50167. Según la Oficina del Censo de los Estados Unidos, el municipio tiene una superficie total de 92.33 km², de la cual 92,11 km² corresponden a tierra firme y (0,24 %) 0,22 km² es agua.

## Demografía
Según el censo de 2010, había 38 personas residiendo en el municipio de Viola. La densidad de población era de 0,41 hab./km². De los 38 habitantes, el municipio de Viola estaba compuesto por el 89,47 % blancos y el 10,53 % eran de una mezcla de razas. Del total de la población el 0 % eran hispanos o latinos de cualquier raza.